# NGC 7407
NGC 7407 este o galaxie situată în constelația Pegas. A fost descoperită în 1873 de către Édouard Stephan⁠(d). Se află la o distanță de 107,15 megaparseci de Pământ.